# Oltar
 Ovo je glavno značenje pojma Oltar. Za zviježđe pogledajte Oltar (zviježđe).
Oltar (lat. altare) ili žrtvenik je svako mjesto gdje se prinosi žrtva, vrši bogoslužje ili bilo koja druga vrsta religijske svečanosti. Obično se nalaze na posvećenim mjestima ili građevinama (hram, crkva, i sl.). Oltari su bili središnja mjesta drevnih vjerovanja (Stare Grčke, Egipta, Skandinavije, itd.). Danas su u uporabi oltari velikih svjetskih religija (kršćanstvo, hinduizam, budizam, judaizam, šintoizam, taoizam), ali i drugih vjerovanja.

## Oltar u kršćanstvu
Kod kršćanskog oltara važni su menza, pregrada, pala, zavjesa, slika, oltarnik, retabl, predella, stipes, antependij, antimenzij (kod Ist. Crkve), krunište i ini dijelovi Crkvenog namještaja. Uz glavni oltar, u brojnim crkvama postoje i bočni oltari, posvećeni različitim svetcima i pobožnostima.

## Poveznice
- Oltar domovine
- Gentski oltar
- Oltar (slobodno zidarstvo)

## Vanjske poveznice
| Portal:Kršćanstvo | Portal: Kršćanstvo |

|  | Zajednički poslužitelj ima još gradiva o temi Oltar |

- Povijest kršćanskih oltara u Katoličkoj enciklopediji